# Chaetodon speculum
El Chaetodon speculum es una especie de pez mariposa del género Chaetodon. 
Es de color amarillo fuerte, y además de la infaltable franja negra en los ojos, tiene en la mitad del cuerpo una enorme mancha negra. Alcanza hasta 18 cm de longitud.
Es de origen Indo-Pacífico, abundando en las islas de la Polinesia, Australia, Papúa Nueva Guinea y en la Gran Barrera Coralina, entre los 3 y 30 m de profundidad. Ha sido reportado en Madagascar.

## Fuente
Froese, R. & D. Pauly; Eds. (2011) Chaetodon speculum  Cuvier, 1831; FishBase.
- Datos: Q3087269
- Multimedia: Chaetodon speculum / Q3087269